# 和多田駅
和多田駅（わただえき）は、佐賀県唐津市和多田用尺にある、九州旅客鉄道（JR九州）筑肥線の駅である。駅番号はJK19。

## 歴史
- 1983年（昭和58年）3月22日：国鉄の駅として筑肥線電化時に新設[2]。。
- 1987年（昭和62年）4月1日：国鉄分割民営化に伴い、JR九州に移管[2]。
- 2007年（平成19年）3月18日：快速停車駅に昇格。
- 2010年（平成22年）3月13日：ICカード「SUGOCA」の利用を開始[3]。
- 2015年（平成27年）3月14日：無人駅化[1]。

## 駅構造
単式ホーム1面1線を有する高架駅。ホームの長さは6両編成対応。駅舎は高架上のホームに隣接しており、地上からの階段と一体化した構造となっている。なお、当駅は唐津線との分岐地点のすぐ東側に存在する。

### のりば
| のりば | 路線   | 方向 | 行先                           |
| ------ | ------ | ---- | ------------------------------ |
| 1      | 筑肥線 | 下り | 唐津・西唐津方面               |
| 1      | 筑肥線 | 上り | 筑前前原・天神・博多・空港方面 |

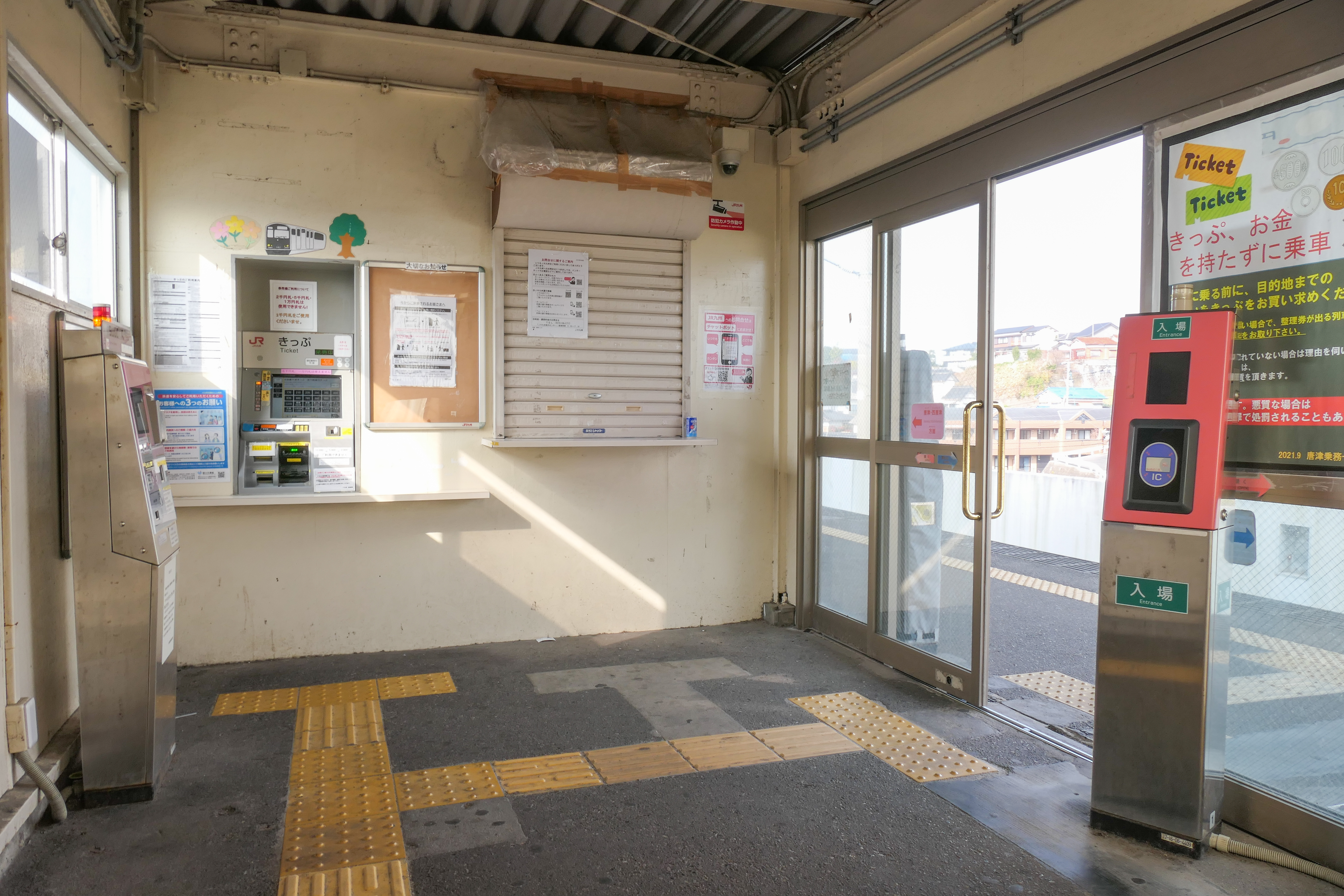
改札口（2023年1月）
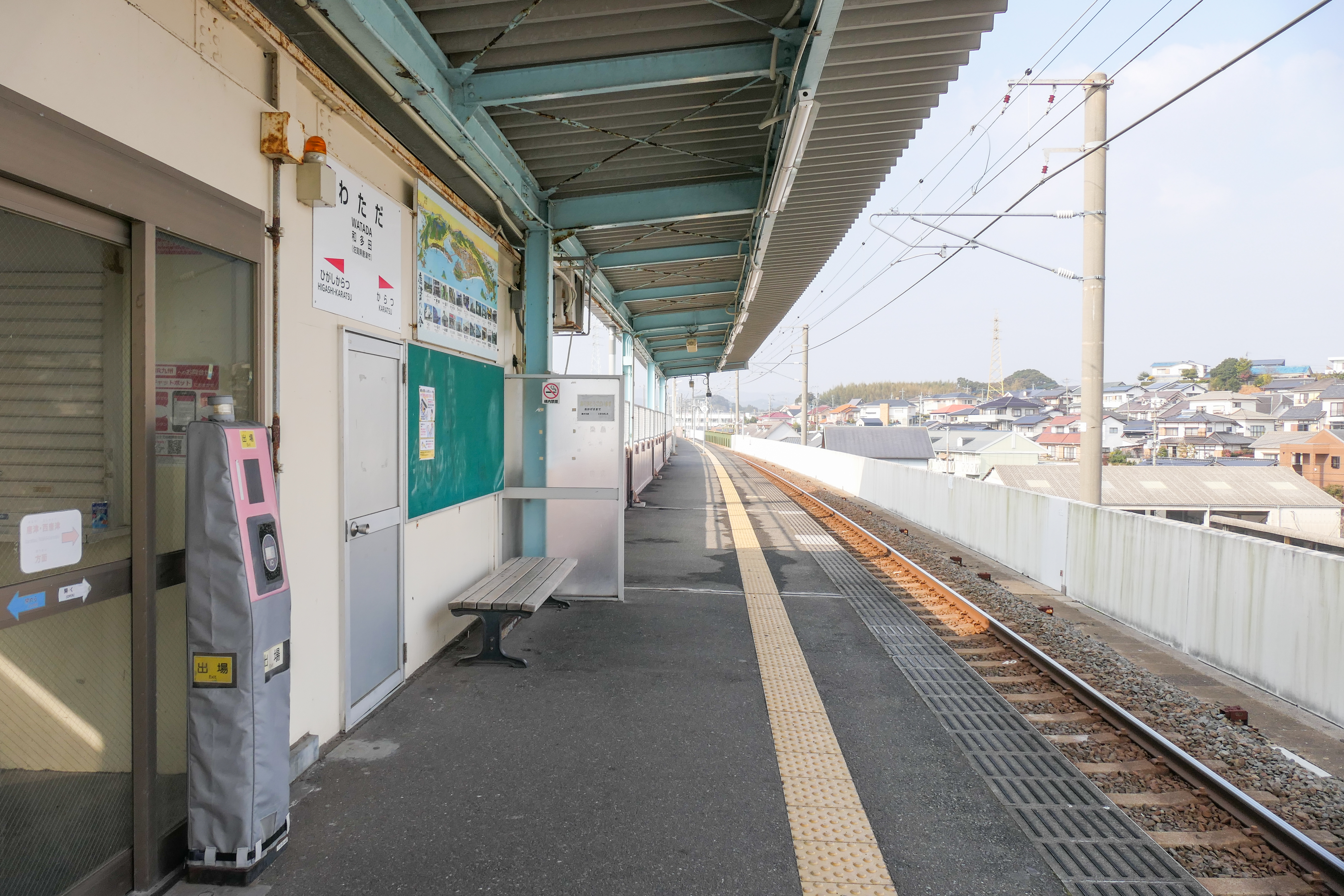
ホーム（2023年1月）

## 利用状況
2023年度の1日平均乗車人員は343人である。
| 年度   | 1日平均 乗車人員 | 出典   |
| ------ | ---------------- | ------ |
| 2000年 | 405              | -      |
| 2001年 | 386              | -      |
| 2002年 | 343              | -      |
| 2003年 | 297              | -      |
| 2004年 | 283              | -      |
| 2005年 | 289              | -      |
| 2006年 | 316              | -      |
| 2007年 | 322              | -      |
| 2008年 | 354              | -      |
| 2009年 | 333              | -      |
| 2010年 | 357              | -      |
| 2011年 | 332              | -      |
| 2012年 | 319              | -      |
| 2013年 | 338              | -      |
| 2014年 | 315              | -      |
| 2015年 | 314              | -      |
| 2016年 | 331              | [ 5 ]  |
| 2017年 | 379              | [ 6 ]  |
| 2018年 | 385              | [ 7 ]  |
| 2019年 | 388              | [ 8 ]  |
| 2020年 | 293              | [ 9 ]  |
| 2021年 | 289              | [ 10 ] |
| 2022年 | 325              | [ 11 ] |
| 2023年 | 343              | [ 4 ]  |

## 駅周辺
唐津市の中心市街地の東端に位置している。北側の丘陵には住宅街が広がる。
- 昭和バス用尺南バス停 - 駅前にあり唐津市内路線、高速バス「からつ号」が発着する。
- 松浦川 - 駅の東側に約800 m進むと左岸に至る。
- 唐津赤十字病院
- 佐賀県立唐津商業高等学校 - 駅の北西
- 唐津市立第五中学校 - 駅の北側
- 唐津市立外町小学校 - 駅の北側
- 唐津市立成和小学校 - 駅の南西
- 唐津和多田郵便局 - 駅の南東
- 体育の森公園 - 駅の南東の松浦川沿い
- ザ・ビッグ 唐津店
- 国道204号唐津バイパス - 当駅の南に約500 m進んだところにある和多田本村交差点から出入りすることが出来、唐津線に並行して通っている。和多田本村交差点から南側の国道202号唐津バイパスとの交差点である唐津市瀬田原交差点の周辺にかけて、ロードサイド店舗が多く立地する。

## 隣の駅
九州旅客鉄道（JR九州）
 筑肥線
■快速・■普通
東唐津駅 (JK18) - 和多田駅 (JK19) - 唐津駅 (JK20)